# Econometrica
Econometrica — реферируемый научный журнал, публикующий статьи из различных отраслей экономической науки, особенно — эконометрики. Журнал совместно издаётся компанией Wiley-Blackwell и Эконометрическим обществом. Нынешним главным редактором издания является американо-турецкий экономист Дарон Асемоглу, работающий в Массачусетском технологическом институте.
Первый выпуск «Эконометрики» вышел в свет в 1933 году. Первым главой редакционного совета стал Рагнар Фриш, норвежский экономист, ставший одним из первых лауреатов Премии Шведского государственного банка по экономическим наукам памяти Альфреда Нобеля в 1969 году. Фриш находился на своей позиции до 1954 года. Интересно, что первые выпуски ныне полностью англоязычного журнала содержали материалы на французском.
Эконометрическое общество стремится привлечь к публикации статьи высокого качества посредством вручения особой премии — медали Фриша. Премия вручается каждые два года авторам лучших эмпирических или теоретико-прикладных статей, опубликованных в течение последних пяти лет.
Наиболее цитируемой на данный момент статьёй «Эконометрики» является исследование Даниэля Канемана и Амоса Тверски в области теории перспектив. Самой цитируемой работой в области социальных и экономических наук, а также наиболее цитируемой в самом журнале стала статья Хэлберта Уайта A Heteroskedasticity-Consistent Covariance Matrix Estimator and a Direct Test for Heteroskedasticity.